# Uche Okechukwu
Uchechukwu Alozie Okechukwu (Lagos, 1967. szeptember 27. –) nigériai válogatott labdarúgó.

## Fordítás
- Ez a szócikk részben vagy egészben  az   Uche Okechukwu című angol Wikipédia-szócikk fordításán alapul.  Az eredeti cikk szerkesztőit annak laptörténete sorolja fel. Ez a jelzés csupán a megfogalmazás eredetét és a szerzői jogokat jelzi, nem szolgál a cikkben szereplő információk forrásmegjelöléseként.